# Gaertnera humblotii
Gaertnera humblotii är en måreväxtart som beskrevs av Emmanuel Drake del Castillo. Gaertnera humblotii ingår i släktet Gaertnera och familjen måreväxter. Inga underarter finns listade i Catalogue of Life.